# 郭沫若奖学金
郭沫若奖学金，1980年设立，是中国科学技术大学为纪念首任校长郭沫若、鼓励品学兼优的学生投身科学事业而设立的奖学金，是该校本科生的最高荣誉奖学金，也被誉为“新中国第一奖学金”。

## 历史
1980年代以前，中华人民共和国高校一直实行“助困”性质的人民助学金制度。1980年，经中国科学院申请、国务院批准而设立“郭沫若奖学金”，这是中华人民共和国首次设立的奖学金，也是首次用个人名字命名的奖学金奖项。
1981年，中科大举行首届“郭沫若奖学金”颁奖大会，15名同学获得首届“郭沫若奖学金”。 1984年起，评定范围一般为只包括四年级以后的年级本科生和研究生。2002年后不再评定研究生。

## 奖励
郭沫若奖学金的本金来源于郭沫若的稿费，由中国科学院补足至原款15万元。初始奖金额度200元，另颁发“郭沫若奖学金”银质奖章1枚。后提升至500元。1990年代中科院和郭沫若的子女多次注资和捐献，奖金额度提升为2000元，2007年后，校友会新创基金会提出由校友捐赠注资郭沫若奖学金，奖金提升至10000元。
据称中科大还专门向中国人民银行总行申请了10公斤白银，制作了银质奖章200枚。

## 获奖人员
截至2021年4月，共有40届1010名获奖者，其中本科生915名，研究生95名。

### 成就
郭沫若奖获得者大部分在本科毕业后赴国内外一流大学和和研究机构继续攻读研究生，毕业后活跃于教育、学术、商业等众多领域。
获奖人员中有100多位国内外著名大学的教授。前三届郭奖获得者中，至少有9人拥有13个国际权威学会会士或院士头衔。历届郭奖得主中，至少有17人拥有23个国际权威学会会士、院士头衔。

### 轶事
- 李世鹏本科和研究生阶段两次获得郭沫若奖学金，是唯一的两次获得者。[5]
- 俞天越（92级化学物理系，923）、俞天宁（93级生物系，938）先后获得郭沫若奖学金，为仅知的姐妹获奖者。[5]